# Cássio Motta
Cássio Motta, né le 22 février 1960 à São Paulo, est un joueur de tennis professionnel brésilien.

## Parcours dans les tournois duGrand Chelem

### En simple
| Année | Open d'Australie | Open d'Australie | Internationaux de France | Internationaux de France | Wimbledon       | Wimbledon    | US Open         | US Open    | Open d'Australie | Open d'Australie |
| ----- | ---------------- | ---------------- | ------------------------ | ------------------------ | --------------- | ------------ | --------------- | ---------- | ---------------- | ---------------- |
| 1979  | n.o.             | n.o.             | 2e tour (1/32)           | E. Teltscher             | 1er tour (1/64) | J.L. Damiani | —               | —          | —                | —                |
| 1980  | n.o.             | n.o.             | 1er tour (1/64)          | T. Koch                  | —               | —            | —               | —          | —                | —                |
| 1981  | n.o.             | n.o.             | 2e tour (1/32)           | B. Borg                  | —               | —            | —               | —          | —                | —                |
| 1982  | n.o.             | n.o.             | 2e tour (1/32)           | M. Wilander              | 2e tour (1/32)  | L. Bourne    | 1er tour (1/64) | M. Purcell | —                | —                |
| 1983  | n.o.             | n.o.             | 1er tour (1/64)          | D. Pérez                 | 3e tour (1/16)  | J. McCurdy   | 1er tour (1/64) | S. Mayer   | —                | —                |
| 1984  | n.o.             | n.o.             | 3e tour (1/16)           | J. Higueras              | 3e tour (1/16)  | P. Cash      | 1er tour (1/64) | S. Mayer   | —                | —                |
| 1985  | n.o.             | n.o.             | 3e tour (1/16)           | F. Cancellotti           | 1er tour (1/64) | J. Sadri     | 1er tour (1/64) | G. Holmes  | —                | —                |
| 1986  | n.o.             | n.o.             | 3e tour (1/16)           | H. Leconte               | —               | —            | 2e tour (1/32)  | Bo. Becker | n.o.             | n.o.             |
| 1987  | —                | —                | 1er tour (1/64)          | P. Annacone              | 1er tour (1/64) | W. Masur     | —               | —          | n.o.             | n.o.             |
| 1988  | —                | —                | 2e tour (1/32)           | M. Jaite                 | —               | —            | 1er tour (1/64) | M. Davis   | n.o.             | n.o.             |
| 1989  | —                | —                | 1er tour (1/64)          | J. Potier                | 1er tour (1/64) | J. Bates     | 1er tour (1/64) | P. Johnson | n.o.             | n.o.             |
| 1990  | —                | —                | 1er tour (1/64)          | M. Chang                 | 1er tour (1/64) | M. Kratzmann | —               | —          | n.o.             | n.o.             |
| 1991  | —                | —                | —                        | —                        | —               | —            | —               | —          | n.o.             | n.o.             |
| 1992  | —                | —                | 1er tour (1/64)          | T. Muster                | —               | —            | —               | —          | n.o.             | n.o.             |

N.B. : à droite du résultat se trouve le nom de l'ultime adversaire.

### En double
| Année | Open d'Australie | Open d'Australie | Internationaux de France    | Internationaux de France   | Wimbledon                     | Wimbledon                   | US Open                       | US Open                  | Open d'Australie | Open d'Australie |
| ----- | ---------------- | ---------------- | --------------------------- | -------------------------- | ----------------------------- | --------------------------- | ----------------------------- | ------------------------ | ---------------- | ---------------- |
| 1978  | n.o.             | n.o.             | —                           | —                          | 1er tour (1/32) J.L. Damiani  | M. Fancutt W. Hampson       | —                             | —                        | —                | —                |
| 1979  | n.o.             | n.o.             | 1er tour (1/32) N. Keller   | A. Amritraj R. Moore       | —                             | —                           | —                             | —                        | —                | —                |
| 1980  | n.o.             | n.o.             | —                           | —                          | —                             | —                           | —                             | —                        | —                | —                |
| 1981  | n.o.             | n.o.             | 2e tour (1/16) C. Kirmayr   | T. Moor E. Teltscher       | 1er tour (1/32) C. Kirmayr    | H. Günthardt B. Taróczy     | —                             | —                        | —                | —                |
| 1982  | n.o.             | n.o.             | 1/2 finale J. Feaver        | S. Stewart F. Taygan       | —                             | —                           | 1er tour (1/32) H. Günthardt  | C. Hooper P. Rennert     | —                | —                |
| 1983  | n.o.             | n.o.             | 1/4 de finale C. Kirmayr    | P. Složil T. Šmíd          | —                             | —                           | 1er tour (1/32) C. Kirmayr    | S. Brawley E. Fernandez  | —                | —                |
| 1984  | n.o.             | n.o.             | 2e tour (1/16) C. Kirmayr   | M. Günthardt Z. Kuharszky  | 1er tour (1/32) C. Kirmayr    | P. Annacone M. De Palmer    | 1/4 de finale M. Bauer        | S. Edberg A. Järryd      | —                | —                |
| 1985  | n.o.             | n.o.             | 1er tour (1/32) M. Bauer    | S. Meister E. Teltscher    | 1er tour (1/32) M. Bauer      | G. Layendecker G. Michibata | 1er tour (1/32) J. Hlasek     | S. Denton P. Fleming     | —                | —                |
| 1986  | n.o.             | n.o.             | 1er tour (1/32) C. Kirmayr  | S. Edberg A. Järryd        | —                             | —                           | 1/8 de finale C. Kirmayr      | M. De Palmer G. Donnelly | n.o.             | n.o.             |
| 1987  | —                | —                | 1er tour (1/32) L. Mattar   | C. Hooper M. Leach         | 1er tour (1/32) L. Mattar     | G. Muller T. Nelson         | —                             | —                        | n.o.             | n.o.             |
| 1988  | —                | —                | 1er tour (1/32) M. Schapers | S. Denton S. Stewart       | —                             | —                           | —                             | —                        | n.o.             | n.o.             |
| 1989  | —                | —                | 1/4 de finale B. Willenborg | M. Bahrami É. Winogradsky  | 1er tour (1/32) B. Willenborg | O. Camporese D. Nargiso     | 1er tour (1/32) B. Willenborg | G. Ivanišević D. Nargiso | n.o.             | n.o.             |
| 1990  | —                | —                | 1/8 de finale G. Luza       | P. Aldrich D. Visser       | 2e tour (1/16) G. Luza        | S. Botfield J. Turner       | —                             | —                        | n.o.             | n.o.             |
| 1991  | —                | —                | 2e tour (1/16) G. Luza      | T. Woodbridge M. Woodforde | 2e tour (1/16) G. Luza        | J. Fitzgerald A. Järryd     | —                             | —                        | n.o.             | n.o.             |
| 1992  | —                | —                | 1/2 finale P. Albano        | D. Adams A. Olhovskiy      | —                             | —                           | 1er tour (1/32) P. Albano     | J. Frana L. Lavalle      | n.o.             | n.o.             |
| 1993  | —                | —                | 2e tour (1/16) J. Sánchez   | G. Ivanišević H. Leconte   | —                             | —                           | —                             | —                        | n.o.             | n.o.             |

N.B. : le nom du ou de la partenaire se trouve sous le résultat ; le nom des ultimes adversaires se trouve à droite.

### En double mixte
| Année | Open d'Australie | Open d'Australie | Internationaux de France | Internationaux de France  | Wimbledon | Wimbledon | US Open | US Open | Open d'Australie | Open d'Australie |
| ----- | ---------------- | ---------------- | ------------------------ | ------------------------- | --------- | --------- | ------- | ------- | ---------------- | ---------------- |
| 1982  | n.o.             | n.o.             | Finale C. Monteiro       | Wendy Turnbull John Lloyd | —         | —         |         |         | n.o.             | n.o.             |

N.B. : le nom de la partenaire se trouve sous le résultat ; le nom des ultimes adversaires se trouve à droite.